# فيضانات بتروبوليس 2022
وقعت فيضانات في بتروبوليس في 15 فبراير 2022، تسببت الأمطار الغزيرة على بلدية بتروبوليس، ريو دي جانيرو، البرازيل، وتسببت في انهيارات طينية وأضرار أخرى بالمدينة. خلفت الفيضانات والانهيارات الأرضية الناجمة عن الأمطار ما مجموعه 171 قتيلاً، بالإضافة إلى 126 في عداد المفقودين و967 بلا مأوى. أعلنت مدينة بتروبوليس حالة الكارثة العامة. حسب الاتحاد الوطني لتجارة السلع والخدمات والسياحة بلغت خسائر البلدية من الكارثة بـ 78 مليون ريال برازيلي.

## خلفية
بتروبوليس هي مدينة سياحية شهيرة في البرازيل، ومع توسعها، بنى سكانها -الأكثر فقرًا- مساكنهم على جوانب الجبال القريبة. أدى ذلك إلى إزالة الغابات وسوء الصرف في هذه المناطق من المدينة. أمرت السلطات المحلية في بتروبوليس بإجراء مسح في عام 2017 وحددت 15240 منزلًا معرضًا لخطر كبير للتدمير بسبب هطول الأمطار الغزيرة، وهو ما يُمثل قرابة 18 ٪ من مساحة المدينة. ومع ذلك، لم تتمكن المدينة من التصرف بناءً على هذا التقرير.
أصدر المركز الوطني للرصد والإنذار بالكوارث الطبيعية (سيمادن Cemaden) تنبيهًا بشأن حجم العاصفة قبل يومين من الفيضانات في 15 فبراير. وبحسب المختصين، كان من المفترض أن يدفع التحذير السلطات للتعبئة لإجلاء السكان.

## الحدث

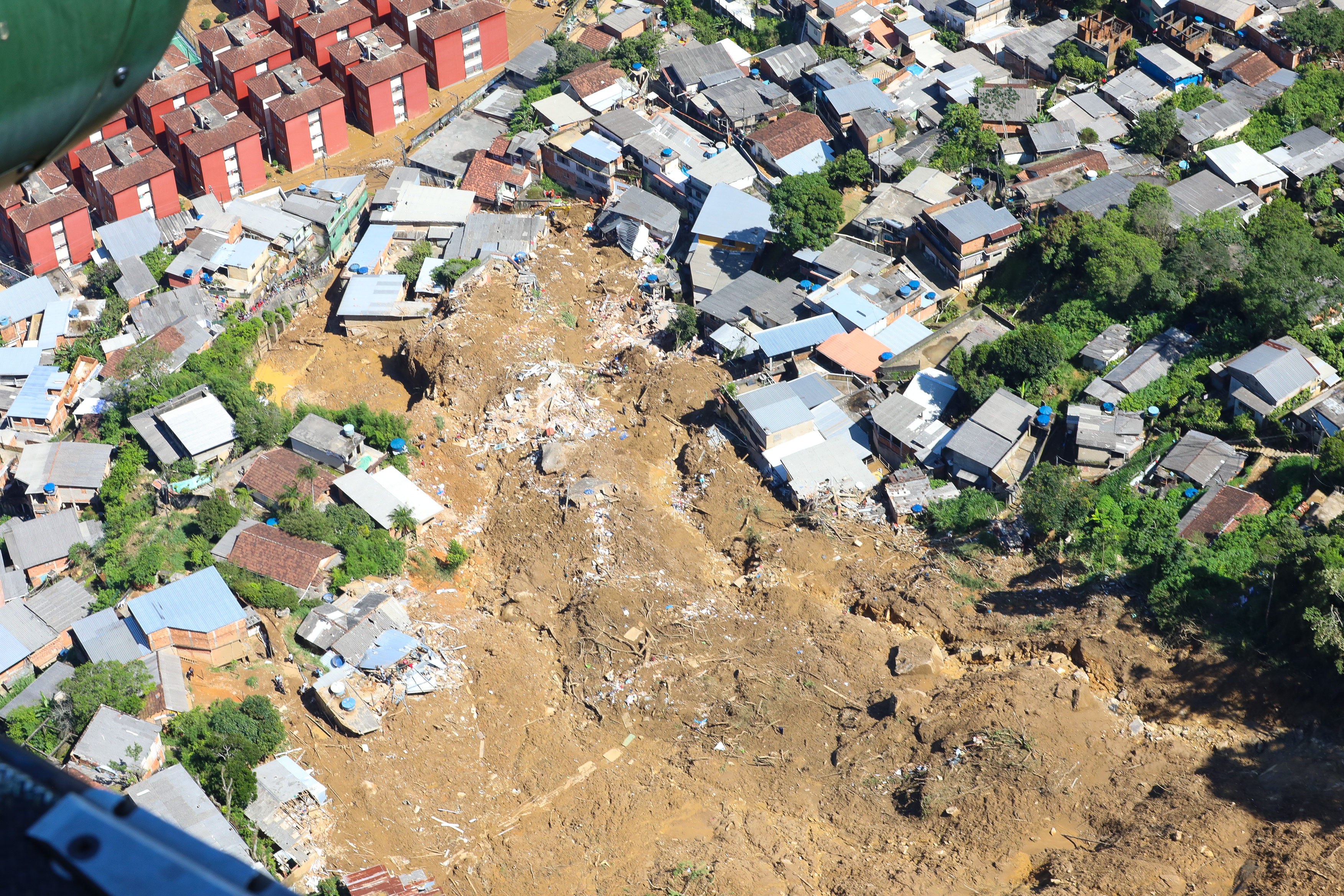
مثال على الانهيارات الطينية كما شوهد في 18 فبراير

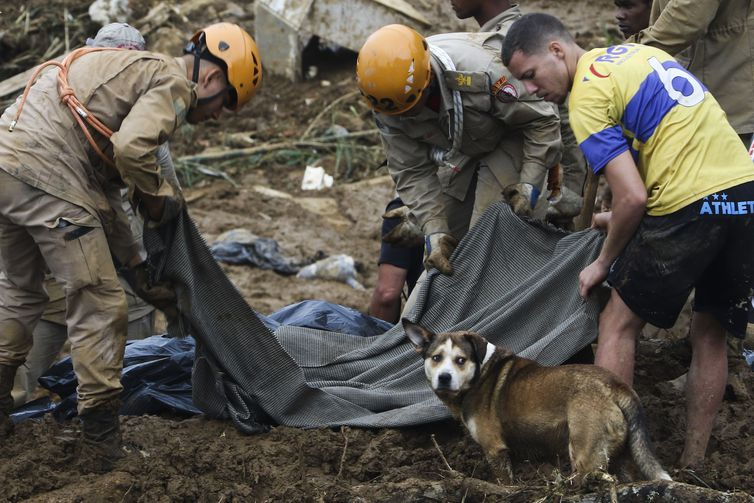
أول المستجيبين في عملية الإنقاذ

في 15 فبراير 2022، هطلت كمية كبيرة بشكل غير عادي من الأمطار على مدينة بتروبوليس في غضون ثلاث ساعات، وبلغت الأمطار 258 مليمتر (10.2 بوصة). كانت هذه الكمية أكثر من كمية المطار في الثلاثين يومًا السابقة مجتمعة، وهو أسوأ ما شهدته المدينة منذ عام 1932. وبحسب المركز الوطني للرصد والإنذار بالكوارث الطبيعية (كيمادن)، كان من بين الأمطار التي جرى تسجيلها خلال ذلك اليوم، 250 ملم سُجلت بين الساعة 4:20 مساءً و7:20 مساءً. في حين أن الكمية الطبيعية لشهر فبراير هي 185 ملم. وكانت هذه هي أكبر عاصفة في تاريخ بتروبوليس منذ أن بدأت القياسات في عام 1932. كان الرقم القياسي السابق قد حدث في 20 أغسطس 1952، عندما بلغت كمية الأمطار 168.2 ملم في 24 ساعة.
تسبب المستوى المرتفع لهطول الأمطار في حدوث فيضانات داخل المدينة وزعزعة استقرار سفوح الجبل، مما تسبب في حدوث انهيارات طينية. وانتشرت مقاطع فيديو للكارثة على نطاق واسع على مواقع التواصل الاجتماعي تُظهر جر السيارات والمنازل بسبب الانهيارات الأرضية. لقى ما لا يقل عن 152 شخصا مصرعهم.

## الاستجابة
أعلن مجلس مدينة بتروبوليس الحداد ثلاثة أيام.
قارن كلاوديو كاسترو، حاكم ولاية ريو دي جانيرو، الوضع بحالة منطقة حرب، حيث قال: «الوضع يشبه الحرب تقريبًا... سيارات معلقة على أعمدة، سيارات مقلوبة، الكثير من الطين والماء».
وأعرب الرئيس جاير بولسونارو، الذي كان في رحلة دبلوماسية إلى روسيا والمجر وقت الفيضانات، عن تضامنه مع المدينة. وأُعلن لاحقًا أن بولسونارو سيزور بتروبوليس عند عودته إلى البرازيل. كما أعلنت الحكومة الفيدرالية البرازيلية أنها ستمنح المدينة 2,3 مليون ريال برازيلي.
صرحت وزارة الصحة أنها ستساعد من خلال توفير الموارد الطبية. كما أفادوا أن 13 وحدة صحية أساسية (UBS) ووحدة رعاية طارئة واحدة (UPA) تضررت بسبب الفيضانات.

### الفاتيكان
في 18 فبراير أرسل البابا فرنسيس رسالة إلى أسقف بتروبوليس جريجوريو بايكساو نيتو أعرب فيها عن أسفه وأعلن الصلاة من أجل ضحايا المأساة. في 20 فبراير بعد صلاة الملائكة التقليدية في ساحة القديس بطرس بالفاتيكان، تحدث البابا عن هذا الموضوع. ونقل في بيانه عن سكان بتروبوليس وجزيرة مدغشقر بإفريقيا - التي تعرضت مؤخرًا للعواصف والأعاصير المدارية: «أعبر عن قربي من السكان المتضررين من الكوارث الطبيعية في الأيام الأخيرة. أفكر بشكل خاص في جنوب شرق مدغشقر التي ابتليت بسلسلة من الأعاصير، ومنطقة بتروبوليس في البرازيل التي دمرتها الفيضانات والانهيارات الأرضية. أتمنى أن يستقبل الرب الموتى بسلامكم عزوا عائلاتهم وادعموا من يساعدهم».